# Squalus montalbani
 Squalus montalbani  — вид рода колючих акул семейства катрановых акул отряда катранообразных. Обитает в Индийском и Тихом океанах. Встречается на глубине до 1370 м. Максимальный зарегистрированный размер 94,5 см. Размножается яйцеживорождением. Представляет незначительный коммерческий интерес.

## Таксономия
Впервые научно вид описан в 1931 году. Голотип представляет собой неполовозрелого самца длиной 31,1 см, пойманного у берегов Филиппин (13°45' с.ш. и 20°46' в.д.) на глубине 425 м. Изначально вид был описан как Squalus philippinus на основании образцов, пойманных у островов Лусон (Филиппины). В дальнейшем он был переименован, поскольку предыдущее название уже было использовано (Squalus philippinus = Heterodontus portusjacksoni). В 2007 году вид Squalus montalbani был восстановлен. Ранее описывался как  Squalus sp. 1.

## Ареал
Squalus montalbani обитают в восточной части Индийского океана и в центрально-западной части Тихого океана у побережья Австралии (Новый Южный Уэльс, Квинсленд, Западная Австралия), Индонезии и Филиппин. Эти акулы встречаются на материковом склоне на глубине от 154 до 1370 м, обычно между 383 и 670 м.

## Описание
Тело удлинённое, высота туловища составляет 8,9—13,4 % от длины тела. Рыло треугольное и широкое. Ноздри обрамлены кожными складками. Овальные глаза вытянуты по горизонтали. Позади глаз имеются брызгальца.  Расстояние от кончика рыла до основания первого спинного плавника равно 26,5—30,7 % от длины тела, аналогичное расстояние до основание второго спинного плавника составляет 57,6—62,8 %. Дистанция между спинными плавниками равна 21,7—25,9 % длины тела. У основания спинных плавников расположены длинные шипы. Первый спинной плавник крупнее второго. Первый спинной плавник сдвинут вперёд и расположен ближе к грудным, чем к брюшным плавникам. Шип у основания второго спинного плавника не превышает высоту плавника. Расстояние от кончика рыла до грудных плавников составляет 20,8—22,9 % длины тела. Основание брюшных плавников расположен ближе к основанию второго спинного плавника. Хвостовой плавник асимметричный, выемка у края более длинной верхней лопасти. На хвостовом стебле имеется прекаудальная выемка. Анальный плавник отсутствует. Окраска серого цвета. Количество позвонков осевого скелета 105—114.

## Биология
Эти акулы размножаются, вероятно, яйцеживорождением. В помёте от 4 до 16 новорожденных. Наибольший из известных эмбрионов имел длину 24 см. В водах Индонезии самцы и самки достигают половой зрелости при длине 62—67 см и 80 см соответственно. У берегов Австралии эти показатели равны 65—70 см и 80—82 см соответственно. Максимальный зарегистрированный размер 96 см (самки) и 81 см (самцы).
Рацион составляют небольшие рыбы, головоногие и ракообразные.

## Взаимодействие с человеком
Целевой промысел этого вида не ведется, однако Squalus montalbani часто попадаются при глубоководном ярусном промысле. Мясо и плавники используют в пищу, кроме того, ценится жир печени. Вид очень чувствителен к перелову. В районе Сиднея за период с 1976 по 1996 год зарегистрировано существенное (до 97%) сокращение популяции этих акул.  Международный союз охраны природы присвоил этому виду статус сохранности «Уязвимый». 